# Deutsche Leichtathletik-Meisterschaften 1986/Resultate
Der Hauptteil der Wettbewerbe bei den Deutschen Leichtathletik-Meisterschaften wurde vom 11. bis 13. Juli 1986 im Olympiastadion Berlin ausgetragen.
In der hier vorliegenden Auflistung werden die in den verschiedenen Wettbewerben jeweils ersten acht platzierten Leichtathletinnen und Leichtathleten aufgeführt. Eine Übersicht mit den Medaillengewinnerinnen und -gewinnern sowie einigen Anmerkungen zu den Meisterschaften findet sich unter dem Link Deutsche Leichtathletik-Meisterschaften 1986.
Wie immer gab es zahlreiche Disziplinen, die zu anderen Terminen an anderen Orten stattfanden – in den folgenden Übersichten jeweils konkret benannt.

## Meisterschaftsresultate Männer

### 100 m
| Platz | Athlet, Verein                              | Zeit (s) |
| ----- | ------------------------------------------- | -------- |
| 1     | Christian Haas (LAC Quelle Fürth)           | 10,18    |
| 2     | Jürgen Evers (SV Salamander Kornwestheim)   | 10,32    |
| 3     | Werner Zaske (TV Wattenscheid 01)           | 10,33    |
| 4     | Peter Klein (SV Salamander Kornwestheim)    | 10,37    |
| 5     | Matthias Schlicht (LG Süd Berlin)           | 10,37    |
| 6     | Dirk Schweisfurth (LG Kindelsberg Kreuztal) | 10,37    |
| 7     | Volker Mitsch (LT 85 Hannover)              | 10,89    |
| DNF   | Hans Fritzsche (TV Wattenscheid 01)         |          |

Datum: 11. Juli
Wind: +2,9 m/s

### 200 m
| Platz | Athlet, Verein                              | Zeit (s) |
| ----- | ------------------------------------------- | -------- |
| 1     | Ralf Lübke (LG Bayer Leverkusen)            | 20,50    |
| 2     | Christian Haas (LAC Quelle Fürth)           | 20,63    |
| 3     | Jürgen Evers (SV Salamander Kornwestheim)   | 20,66    |
| 4     | Rolf Kistner (TV Wattenscheid 01)           | 20,85    |
| 5     | Erwin Skamrahl (VfL Wolfsburg)              | 20,87    |
| 6     | Peter Klein (SV Salamander Kornwestheim)    | 21,08    |
| 7     | Norbert Dobeleit (LG Bayer Leverkusen)      | 21,17    |
| 8     | Dirk Schweisfurth (LG Kindelsberg Kreuztal) | 21,29    |

Datum: 13. Juli
Wind: +1,7 m/s

### 400 m
| Platz | Athlet, Verein                               | Zeit (s) |
| ----- | -------------------------------------------- | -------- |
| 1     | Ralf Lübke (LG Bayer Leverkusen)             | 44,98    |
| 2     | Erwin Skamrahl (VfL Wolfsburg)               | 45,66    |
| 3     | Jörg Vaihinger (VfL Sindelfingen)            | 45,92    |
| 4     | Klaus Just (SV Salamander Kornwestheim)      | 46,05    |
| 5     | Frank Seybold (TV Bad Vilbel)                | 46,39    |
| 6     | Hartmut Weber (VfL Kamen)                    | 46,42    |
| 7     | Wolfgang Schierer (LG Kassel/Baunatal)       | 46,69    |
| 8     | Peter Schwelm (LAV Bayer Uerdingen/Dormagen) | 46,81    |

Datum: 12. Juli

### 800 m
| Platz | Athlet, Verein                        | Zeit (min) |
| ----- | ------------------------------------- | ---------- |
| 1     | Matthias Assmann (VfB Stuttgart)      | 1:46,53    |
| 2     | Peter Braun (LG Tuttlingen-Fridingen) | 1:46,41    |
| 3     | Thomas Giessing (LAZ bellanett Rhede) | 1:47,50    |
| 4     | Hans-Peter Ferner (MTV Ingolstadt)    | 1:47,51    |
| 5     | Rainer Thau (LC Mengerskirchen)       | 1:47,69    |
| 6     | Herbert Wursthorn (VfB Stuttgart)     | 1:48,09    |
| 7     | Holger Böttcher (LG Nord Berlin)      | 1:48,69    |
| DNS   | Axel Harries (TV Furtwangen)          |            |

Datum: 13. Juli

### 1500 m
| Platz | Athlet, Verein                                 | Zeit (min) |
| ----- | ---------------------------------------------- | ---------- |
| 1     | Uwe Mönkemeyer (TV Wattenscheid 01)            | 3:38,59    |
| 2     | Uwe Becker (VfL Wolfsburg)                     | 3:38,80    |
| 3     | Willi Wülbeck (TV Wattenscheid 01)             | 3:39,31    |
| 4     | Klaus-Peter Nabein (LAC Quelle Fürth)          | 3:39,51    |
| 5     | Jürgen Grothe (VfL Waiblingen)                 | 3:39,73    |
| 6     | Eckhardt Rüter (VfL Wolfsburg)                 | 3:40,04    |
| 7     | Ralf Stewing (LG Jägermeister Bonn-Meckenheim) | 3:40,56    |
| 8     | Lars Brechtel (Hamburger SV)                   | 3:41,17    |

Datum: 12. Juli

### 5000 m
| Platz | Athlet, Verein                      | Zeit (min) |
| ----- | ----------------------------------- | ---------- |
| 1     | Dieter Baumann (LG Alb Donau)       | 13:45,00   |
| 2     | Dr. Thomas Wessinghage (ASV Köln)   | 13:45,31   |
| 3     | Volker Welzel (VfL Menden)          | 13:45,98   |
| 4     | Herbert Stephan (Rot-Weiß Koblenz)  | 13:46,42   |
| 5     | Robert Schneider (TSV Crailsheim)   | 13:49,78   |
| 6     | Wolf-Dieter Poschmann (ASV Köln)    | 13:50,24   |
| 7     | Stephan Jäger (Unterländer LG)      | 13:51,07   |
| 8     | Jürgen Herzog (Stuttgarter Kickers) | 14:18,14   |

Datum: 13. Juli

### 10.000 m
| Platz | Athlet, Verein                       | Zeit (min) |
| ----- | ------------------------------------ | ---------- |
| 1     | Christoph Herle (VfL Waldkraiburg)   | 28:34,39   |
| 2     | Hans-Jürgen Orthmann (VfL Wehbach)   | 28:41,37   |
| 3     | Michael Scheytt (SKV Eglosheim)      | 28:43,10   |
| 4     | Ralf Salzmann (PSV Grün-Weiß Kassel) | 28:44,30   |
| 5     | Konrad Dobler (VfL Waldkraiburg)     | 28:47,17   |
| 6     | Axel Hardy (Rot-Weiß Koblenz)        | 29:07,12   |
| 7     | Michael Spöttel (VfL Waldkraiburg)   | 29:07,87   |
| 8     | Dirk Sander (LG Lage-Detmold)        | 29:10,09   |

Datum: 11. Juli

### 25-km-Straßenlauf
| Platz | Athlet, Verein                              | Zeit (h) |
| ----- | ------------------------------------------- | -------- |
| 1     | Michael Scheytt (SKV Eglosheim)             | 1:15:55  |
| 2     | Hans-Jürgen Orthmann (VfL Wehbach)          | 1:16:54  |
| 3     | Michael Spöttel (VfL Waldkraiburg)          | 1:17:00  |
| 4     | Jürgen Dächert (LG Frankfurt)               | 1:17:02  |
| 5     | Werner Grommisch (LAV erdgas Essen)         | 1:17:40  |
| 6     | Alfred Knickenberg (SV Saar 05 Saarbrücken) | 1:17:59  |
| 7     | Guido Dold (TV Furtwangen)                  | 1:18:09  |
| 8     | Hans Pfisterer (LG Frankfurt)               | 1:18:12  |

Datum: 20. September
fand in Bad Oldesloe statt

### 25-km-Straßenlauf, Mannschaftswertung
| Platz | Verein, Besetzung                                                                 | Zeit (h) |
| ----- | --------------------------------------------------------------------------------- | -------- |
| 1     | LG Frankfurt (Jürgen Dächert, Hans Pfisterer, Hans-Joachim Hermann)               | 3:55:47  |
| 2     | OSC Hoechst (Rainer Graf, Kurt Stenzel, Helmut Stenzel)                           | 3:57:32  |
| 3     | SKV Eglosheim (Michael Scheytt, Reiner Müller, Michler)                           | 3:58:02  |
| 4     | LAV Bayer Uerdingen/Dormagen (Martin Grüning, Bernd Kofferschläger, Bernd Rangen) | 3:59:20  |
| 5     | LG Frankfurt (Rainer Süßmann, Dirk Bischoff, Wolfgang Münzel)                     | 4:09:28  |
| 6     | LG Osnabrück (Schweer, Johannes Osterfeld, Johannsmann)                           | 4:16:39  |
| 7     | LG Hammer Park Hamburg (Tobias Thomsen, Peter Stamm, Jens Geiger)                 | 4:16:43  |
| 8     | ESV Münster (K. Hodsmann, V. Kottig, C. Schwedtmann)                              | 4:17:46  |

Datum: 20. September
fand in Bad Oldesloe statt

### Marathon
| Platz | Athlet, Verein                         | Zeit (h) |
| ----- | -------------------------------------- | -------- |
| 1     | Wolfgang Krüger (Gut Heil Lübeck 1876) | 2:15:20  |
| 2     | Jürgen Dächert (LG Frankfurt)          | 2:15:27  |
| 3     | Hans Pfisterer (LG Frankfurt)          | 2:16:37  |
| 4     | Roland Szymaniak (Gut-Heil Neumünster) | 2:17:04  |
| 5     | Thomas Eickmann (PSV Grün-Weiß Kassel) | 2:19:05  |
| 6     | Helmut Stenzel (OSC Hoechst)           | 2:20:35  |
| 7     | Rainer Mühlberg (SKV Eglosheim)        | 2:20:42  |
| 8     | Wolfgang Münzel (LG Frankfurt)         | 2:21:21  |

Datum: 20. April
fand in Stuttgart statt

### Marathon, Mannschaftswertung
| Platz | Verein, Besetzung                                                        | Zeit (h) |
| ----- | ------------------------------------------------------------------------ | -------- |
| 1     | LG Frankfurt (Jürgen Dächert, Hans Pfisterer, Wolfgang Münzel)           | 6:53:35  |
| 2     | PSV Grün-Weiß Kassel (Thomas Eickmann, Thomas Hahn, Udo Engelbrecht)     | 7:19:28  |
| 3     | SKV Eglosheim (Rainer Mühlberg, Michael Schweikle, Werner Maiwald)       | 7:19:54  |
| 4     | LAC Quelle Fürth (Reinhard Leibold, Alfredo Blasel, Hans-Joachim Söll)   | 7:23:17  |
| 5     | LG Seesen (Andreas Hennig, Peter Greif, Carsten Dette)                   | 7:24:59  |
| 6     | TSV Solingen-Aufderhöhe (Horst Baumhoff, Gerd Wintrich, Pascal Tomakidi) | 7:24:05  |
| 7     | LAZ bellanett Rhede (Michael Spieker, Udo Krumm, Matthias Wehr)          | 7:28:36  |
| 8     | FC Passau (Reinhold Zillner, Rudolf Fischhold, Jörg Pohlmann)            | 7:38:15  |

Datum: 20. April
fand in Stuttgart statt

### 110 m Hürden
| Platz | Athlet, Verein                             | Zeit (s) |
| ----- | ------------------------------------------ | -------- |
| 1     | Siegfried Wentz (USC Mainz)                | 13,76    |
| 2     | Guido Kratschmer (USC Mainz)               | 13,90    |
| 3     | Michael Radzey (MTG Mannheim)              | 13,96    |
| 4     | Jürgen Schoch (SV Salamander Kornwestheim) | 14,02    |
| 5     | Michael Neugebauer (MTV Ingolstadt)        | 14,08    |
| 6     | Hans-Gerd Klein (LG Bayer Leverkusen)      | 14,16    |
| 7     | Uwe Bosecker (MTG Mannheim)                | 14,21    |
| DNF   | Heiko Buss (Eintracht Frankfurt)           |          |

Datum: 12. Juli
Wind: +1,4 m/s
Bemerkenswert: die beiden Zehnkämpfer Siegfried Wentz und Guido Kratschmer besiegen die Hürdenspezialisten und auch auf Platz fünf liegt mit Michael Neugebauer ein weiterer Zehnkämpfer.

### 400 m Hürden
| Platz | Athlet, Verein                               | Zeit (s) |
| ----- | -------------------------------------------- | -------- |
| 1     | Harald Schmid (TV Gelnhausen)                | 48,59    |
| 2     | Peter Scholz (Eintracht Frankfurt)           | 49,69    |
| 3     | Uwe Schmitt (Eintracht Frankfurt)            | 50,22    |
| 4     | Matthias Kaulin (SV Salamander Kornwestheim) | 50,37    |
| 5     | Markus König (TSG Akus Weinheim)             | 50,64    |
| 6     | Stefan Schnabel (VfL Sindelfingen)           | 51,01    |
| 7     | Carsten Fischer (VfL Wolfsburg)              | 51,15    |
| 8     | Christian Walter (VfL Waldkraiburg)          | 51,33    |

Datum: 13. Juli

### 3000 m Hindernis
| Platz | Athlet, Verein                       | Zeit (min) |
| ----- | ------------------------------------ | ---------- |
| 1     | Patriz Ilg (LAC Quelle Fürth)        | 8:28,34    |
| 2     | Rainer Schwarz (LC Buchendorf)       | 8:30,12    |
| 3     | Engelbert Franz (VfL Waldkraiburg)   | 8:34,18    |
| 4     | Michael Heist (ASC Darmstadt)        | 8:37,27    |
| 5     | Matthias Kohls (LG Bayer Leverkusen) | 8:37,70    |
| 6     | Hubert Karl (TV Ochsenfurt)          | 8:41,04    |
| 7     | Karlo Seck (TV Gelnhausen)           | 8:42,47    |
| 8     | Andreas Pichler (VfL Waldkraiburg)   | 8:45,54    |

Datum: 12. Juli

### 4 × 100 m Staffel
| Platz | Verein, Besetzung                                                                      | Zeit (s) |
| ----- | -------------------------------------------------------------------------------------- | -------- |
| 1     | TV Wattenscheid 01 (Werner Bastians, Werner Zaske, Fritz Heer, Rolf Kistner)           | 39,47    |
| 2     | VfL Wolfsburg I (Andreas Knötgen, Stefan Meyer, Markus Kessler, Erwin Skamrahl)        | 39,70    |
| 3     | SV Salamander Kornwestheim (Jürgen Evers, Markus Klameth, Peter Klein, Jürgen Koffler) | 39,74    |
| 4     | TV Gelnhausen (Michael Appelt, Peter Knaf, Edgar Itt, Bernd Gonder)                    | 40,50    |
| 5     | VfL Wolfsburg II (Christian Knötgen, Marc Forte, Markus Stärk, Bernd Rebischke)        | 40,95    |
| 6     | LG Wipperfürth (Oliver Kreth, Andreas Maul, Udo Dames, Axel Cleve)                     | 41,17    |
| 7     | Eintracht Frankfurt (Heiko Buss, Scarlat, Arne Strickstrack, Keth)                     | 41,19    |
| 8     | LAV Bayer Uerdingen/Dormagen (Steege, Klabunde, Bieber, Martin Szafranski)             | 41,60    |

Datum: 12. Juli

### 4 × 400 m Staffel
| Platz | Verein, Besetzung                                                                    | Zeit (min) |
| ----- | ------------------------------------------------------------------------------------ | ---------- |
| 1     | VfL Sindelfingen (Gert Benz, Stefan Schnabel, Martin Bürkle, Jörg Vaihinger)         | 3:06,88    |
| 2     | SV Salamander Kornwestheim (Jürgen Koffler, Jürgen Evers, Andreas Zügel, Klaus Just) | 3:07,55    |
| 3     | VfL Kamen (Verhufen, Mark Henrich, Thomas Jopp, Hartmut Weber)                       | 3:08,01    |
| 4     | ASV Köln (Horst, Schiller, Marc Brücher, Anselm Schuster)                            | 3:09,25    |
| 5     | VfL Waldkraiburg (Ulrich Kniehase, Robert Füger, Ulrich Kuhn, Christian Walter)      | 3:12,96    |
| 6     | TV Bad Vilbel (Meisinger, Klingenberg, Frank Seybold, Lampert)                       | 3:14,95    |
| DNF   | LG Bayer Leverkusen (Rainer Weitz, Norbert Dobeleit, Frank Thaleiser, Ralf Lübke)    |            |
| DNF   | VfL Wolfsburg (Reinald Kohne, Carsten Fischer, Uwe Wegner, Erwin Skamrahl)           |            |

Datum: 13. Juli

### 4 × 800 m Staffel
| Platz | Verein, Besetzung                                                                          | Zeit (min)  |
| ----- | ------------------------------------------------------------------------------------------ | ----------- |
| 1     | VfB Stuttgart (Andreas Baranski, Hans Allmandinger, Herbert Wursthorn, Matthias Assmann)   | 7:12,15 DRV |
| 2     | MTV Ingolstadt (Franz-Josef Modlmair, Armin Steller, Hans-Peter Ferner, Hans Lang)         | 7:13,960000 |
| 3     | LG Nord Berlin (Ingo Plucinski, Helge Loska, Bernd Müller, Holger Böttcher)                | 7:18,780000 |
| 4     | VfL Kamen (Christoph Gosselke, Joachim Schweer, Thomas Wilking, Mark Henrich)              | 7:21,620000 |
| 5     | LAV Erdgas Essen (Norbert Wortberg, Christoph Große-Rhode, Oliver Gossmann, Markus Trines) | 7:22,420000 |
| 6     | VfL Waldkraiburg (Christian Walter, Weber, Johann Stamm, Ulrich Kniehase)                  | 7:22,770000 |
| 7     | LAZ bellanett Rhede (Wolfgang Bußhoff, Konrad Brehm, Heiko-Udo Mätzig, Thomas Giessing)    | 7:23,950000 |
| 8     | LG Bayer Leverkusen (Frank Thaleiser, A. Müller, Dieter Riebe, Burkhard Wagner)            | 7:27,920000 |

Datum: 27. Juli
fand in Krefeld im Rahmen der Deutschen Jugendmeisterschaften statt
Mit 7:12,15 min stellte der VfB Stuttgart einen neuen deutschen Rekord für Vereinsstaffeln auf.

### 4 × 1500 m Staffel
| Platz | Verein, Besetzung                                                                            | Zeit (min) |
| ----- | -------------------------------------------------------------------------------------------- | ---------- |
| 1     | VfL Wolfsburg (Jens Becker, Wolfgang Schreiber, Eckhardt Rüter, Uwe Becker)                  | 15:06,41   |
| 2     | TV Wattenscheid 01 (Michael Damberg, Steffen Brand, Willi Wülbeck, Uwe Mönkemeyer)           | 15:06,75   |
| 3     | ASC Darmstadt (Eckhardt Grethlein, Michael Heist, Ralf Eckert, Daniel Gottschall)            | 15:08,87   |
| 4     | LG Bayer Leverkusen (Burkhard Dahm, Mathias Kohls, Schwarz, Ernst Ludwig)                    | 15:13,85   |
| 5     | VfL Sindelfingen (Martin Stähle, Axel Kästle, Vassili Krauß, Harald Olbrich)                 | 15:21,63   |
| 6     | VfL Waldkraiburg (Michael Spöttel, Stefan Pichler, Engelbert Franz, Ernst Noack)             | 15:24,37   |
| 7     | TSV Crailsheim (Eckart Baier, Ralf Kneller, Robert Schneider, Rolf Kettemann)                | 15:26,23   |
| 8     | LG Andernach-Neuwied (Stephan Karczewski, Michael Schäfer, Uwe Manns, Dietrich Rockenfeller) | 15:27,73   |

Datum: 27. Juli
fand in Krefeld im Rahmen der Deutschen Jugendmeisterschaften statt

### 20-km-Gehen
| Platz | Athlet, Verein                                | Zeit (h) |
| ----- | --------------------------------------------- | -------- |
| 1     | Wolfgang Wiedemann (LAC Quelle Fürth)         | 1:26:01  |
| 2     | Franz-Josef Weber (Rot-Weiß Koblenz)          | 1:26,50  |
| 3     | Torsten Zervas (Eintracht Frankfurt)          | 1:27:42  |
| 4     | Robert Mildenberger (LAC Quelle Fürth)        | 1:28:59  |
| 5     | Markus Gerds (LAZ Bergisch Gladbach/Bensberg) | 1:30:33  |
| 6     | Karl Degener (VfL Wolfsburg)                  | 1:30:34  |
| 7     | Detlef Heitmann (LGU Brake)                   | 1:31:09  |
| 8     | Jürgen Meyer (VfL Wolfsburg)                  | 1:31:36  |

Datum: 11. Juli

### 20-km-Gehen, Mannschaftswertung
| Platz | Verein, Besetzung                                                             | Zeit (h) |
| ----- | ----------------------------------------------------------------------------- | -------- |
| 1     | LAC Quelle Fürth (Wolfgang Wiedemann, Robert Mildenberger, Siegmar Neuner)    | 4:26:40  |
| 2     | Eintracht Frankfurt (Torsten Zervas, Hans Michalski, Uwe Jakob)               | 4:38:38  |
| 3     | VfL Wolfsburg (Karl Degener, Jürgen Meyer, Dahl)                              | 4:44:06  |
| 4     | Berliner SV 1892 (Volkmar Scholz, Michael Jerusel, Andreas Klose)             | 4:45:30  |
| 5     | ATSV Saarbrücken (Frank Pfister, Boris Grübner, Markus Pfister)               | 4:53:54  |
| 6     | Meiendorfer SV (Fritz Helms, Braun, Thomas Hansen)                            | 4:54:43  |
| 7     | SV Breitenbrunn (Max Müller, Herbert Klaus, Günter Thomas)                    | 4:57:22  |
| 8     | LG Boppard / Bad Salzig (Gerd Birnstock, Michael Tryankowski, R. Tryankowski) | 5:06:11  |

Datum: 11. Juli

### 50-km-Gehen
| Platz | Athlet, Verein                         | Zeit (h) |
| ----- | -------------------------------------- | -------- |
| 1     | Alfons Schwarz (LAC Quelle Fürth)      | 4:01:28  |
| 2     | Robert Mildenberger (LAC Quelle Fürth) | 4:02:42  |
| 3     | Detlef Heitmann (LGU Brake)            | 4:03:49  |
| 4     | Fritz Helms (Meiendorfer SV)           | 4:05:00  |
| 5     | Heinrich Schubert (TuS Duchroth)       | 4:13:26  |
| 6     | Jürgen Meyer (VfL Wolfsburg)           | 4:13:55  |
| 7     | Reiner Driesen (SF Düsseldorf-Süd)     | 4:19:00  |
| 8     | Thomas Hansen (Meiendorfer SV)         | 4:20:39  |

Datum: 20. April

fand in Ichenhausen statt

### 50-km-Gehen, Mannschaftswertung
| Platz | Verein, Besetzung                                                            | Zeit (h) |
| ----- | ---------------------------------------------------------------------------- | -------- |
| 1     | LAC Quelle Fürth (Alfons Schwarz, Robert Mildenberger, Horst-Joachim Matern) | 12:25:57 |
| 2     | Meiendorfer SV (Fritz Helms, Thomas Hansen, Braun)                           | 12:57:39 |
| 3     | Eintracht Frankfurt (Hans Michalski, Ralf Engel, Helmut Teutsch)             | 14:03:30 |
| 4     | SV Breitenbrunn (Herbert Klaus, Günter Thomas, Gerhard Dörner)               | 14:16:59 |
| 5     | Post SV Bremen (Lüdtke, Klapper, Jürgen Hold)                                | 14:23:38 |
| 6     | LC Haßloch (Frey, Heinrich Hänsel, Haag)                                     | 14:31:30 |
| 7     | LAZ Kreis Günzburg (Johann Steck, Schneider, Anton Hab)                      | 15:11:23 |
| 8     | LG Kassel-Baunatal (Gerhard Müller, Rolf Fricke, Horst Ueck)                 | 15:22:06 |

Datum: 20. April

fand in Ichenhausen statt

### Hochsprung
| Platz | Athlet, Verein                            | Höhe (m) |
| ----- | ----------------------------------------- | -------- |
| 1     | Carlo Thränhardt (ASV Köln)               | 2,25     |
| 2     | Andre Schneider-Laub (TV Wattenscheid 01) | 2,22     |
| 3     | Peter Blank (LG Frankfurt)                | 2,22     |
| 4     | Gerd Nagel (Eintracht Frankfurt)          | 2,19     |
| 5     | Bernhard Bensch (LC Paderborn)            | 2,19     |
| 6     | Paul Frommeyer (TV Wattenscheid 01)       | 2,16     |
| 7     | Wolfgang Neuhoff (TV Wattenscheid 01)     | 2,16     |
| 8     | Andreas Surbeck (VfL Sindelfingen)        | 2,13     |

Datum: 12. Juli

### Stabhochsprung
| Platz | Athlet, Verein                        | Höhe (m) |
| ----- | ------------------------------------- | -------- |
| 1     | Władysław Kozakiewicz (TK Hannover)   | 5,55     |
| 2     | Bernhard Zintl (USC München)          | 5,50     |
| 3     | Peter Volmer (TV Wattenscheid 01)     | 5,30     |
| 3     | Jürgen Winkler (TV Wattenscheid 01)   | 5,30     |
| 5     | Helmar Schmidt (USC München)          | 5,20     |
| 6     | Gerald Heinrich (LG Frankfurt)        | 5,20     |
| 7     | Zbigniew Radzikowski (OSC Berlin)     | 5,00     |
| 8     | Leszek Holownia (LG Bayer Leverkusen) | 5,00     |

Datum: 12. Juli

### Weitsprung
| Platz | Athlet, Verein                                | Weite (m) |
| ----- | --------------------------------------------- | --------- |
| 1     | Dietmar Haaf (LG Glems)                       | 7,97      |
| 2     | Jürgen Hingsen (LAV Bayer Uerdingen/Dormagen) | 7,75      |
| 3     | Markus Kessler (VfL Wolfsburg)                | 7,72      |
| 4     | Heiko Reski (LG Bayer Leverkusen)             | 7,68      |
| 5     | Jörg Klocke (TV Wattenscheid 01)              | 7,59      |
| 6     | Bernd Rebischke (VfL Wolfsburg)               | 7,59      |
| 7     | Andreas Schlindwein (TV Wattenscheid 01)      | 7,59      |
| 8     | Michael Becker (LG Kindelsberg Kreuztal)      | 7,57      |

Datum: 13. Juli

### Dreisprung
| Platz | Athlet, Verein                            | Weite (m) |
| ----- | ----------------------------------------- | --------- |
| 1     | Peter Bouschen (DJK Agon 08 Düsseldorf)   | 16,80     |
| 2     | Wolfgang Zinser (LG Bayer Leverkusen)     | 16,67     |
| 3     | Klaus Kübler (SV Salamander Kornwestheim) | 16,43     |
| 4     | Ulrich Wrede (LAC Quelle Fürth)           | 16,24     |
| 5     | Kersten Wolters (LG Hammer Park Hamburg)  | 15,89     |
| 6     | Falk Howe (LG Bayer Leverkusen)           | 15,73     |
| 7     | Dieter Stotz (VfB Stuttgart)              | 15,66     |
| 8     | Konrad Asenkerschbaumer (SV Gendorf)      | 15,63     |

Datum: 12. Juli

### Kugelstoßen
| Platz | Athlet, Verein                            | Weite (m) |
| ----- | ----------------------------------------- | --------- |
| 1     | Karsten Stolz (TV Wattenscheid 01)        | 19,92     |
| 2     | Udo Gelhausen (LG Bayer Leverkusen)       | 19,43     |
| 3     | Rolf Saalfrank (LAC Quelle Fürth)         | 19,24     |
| 4     | Claus-Dieter Föhrenbach (USC Heidelberg)  | 18,80     |
| 5     | Peter Kassubek (LG Bayer Leverkusen)      | 18,15     |
| 6     | Peter Hoffmann (LC Paderborn)             | 17,84     |
| 7     | Kalman Konya (SV Salamander Kornwestheim) | 17,72     |
| 8     | Ralph Diller (Eintracht Frankfurt)        | 17,48     |

Datum: 13. Juli

### Diskuswurf
| Platz | Athlet, Verein                              | Weite (m) |
| ----- | ------------------------------------------- | --------- |
| 1     | Alois Hannecker (MTV Ingolstadt)            | 65,28     |
| 2     | Rolf Danneberg (LG Wedel-Pinneberg)         | 65,22     |
| 3     | Alwin Wagner (USC Mainz)                    | 63,42     |
| 4     | Wulf Brunner (TV Gelnhausen)                | 62,76     |
| 5     | Werner Hartmann (TV Wattenscheid 01)        | 62,18     |
| 6     | Bernd Kneißler (SV Salamander Kornwestheim) | 60,26     |
| 7     | Manfred Schmitz (LG Bayer Leverkusen)       | 58,82     |
| 8     | Roger Bakowski (USC Mainz)                  | 56,08     |

Datum: 12. Juli

### Hammerwurf
| Platz | Athlet, Verein                            | Weite (m) |
| ----- | ----------------------------------------- | --------- |
| 1     | Christoph Sahner (TV Wattenscheid 01)     | 79,56     |
| 2     | Klaus Ploghaus (LG Bayer Leverkusen)      | 77,74     |
| 3     | Norbert Radefeld (VfL Wolfsburg)          | 77,48     |
| 4     | Jörg Schaefer (TV Wattenscheid 01)        | 77,10     |
| 5     | Heinz Weis (LG Bayer Leverkusen)          | 73,08     |
| 6     | Klaus-Bernd Leitges (LG Bayer Leverkusen) | 71,72     |
| 7     | Marc Odenthal (LG Bayer Leverkusen)       | 70,64     |
| 8     | Christian Eckert (TV Gelnhausen)          | 67,06     |

Datum: 13. Juli

### Speerwurf
| Platz | Athlet, Verein                         | Weite (m) |
| ----- | -------------------------------------- | --------- |
| 1     | Wolfram Gambke (LG Wedel-Pinneberg)    | 81,30     |
| 2     | Klaus Tafelmeier (LG Bayer Leverkusen) | 80,82     |
| 3     | Peter Schreiber (LG Bayer Leverkusen)  | 76,88     |
| 4     | Andreas Linden (Rot-Weiß Koblenz)      | 76,54     |
| 5     | Klaus-Peter Schneider (LG Frankfurt)   | 72,78     |
| 6     | Karl-Friedrich Michel (TS Göppingen)   | 71,14     |
| 7     | Peter Blank (LG Frankfurt)             | 70,86     |
| 8     | Stefan König (TV Wattenscheid 01)      | 70,10     |

Datum: 12. Juli

### Zehnkampf
| Platz | Athlet, Verein                                   | Leistung (Pkte) |
| ----- | ------------------------------------------------ | --------------- |
| 1     | Jens Schulze (LC Paderborn)                      | 8030            |
| 2     | Michael Neugebauer (MTV Ingolstadt)              | 7938            |
| 3     | Hans-Joachim Häberle (LG Bayer Leverkusen)       | 7686            |
| 4     | Rolf Müller (LC Paderborn)                       | 7597            |
| 5     | Norbert Demmel (TSV Unterhaching)                | 7581            |
| 6     | Georg Manke-Reimers (USC Mainz)                  | 7517            |
| 7     | Stephan Kallenberg (LC Paderborn)                | 7400            |
| 8     | Martin Szafranski (LAV Bayer Uerdingen/Dormagen) | 7322            |

Datum: 19. / 20. Juli
fand in Hannover statt

### Zehnkampf, Mannschaftswertung
| Platz | Verein, Besetzung                                                       | Leistung (Pkte) |
| ----- | ----------------------------------------------------------------------- | --------------- |
| 1     | LC Paderborn I (Jens Schulze, Rolf Müller, Stephan Kallenberg)          | 23.029          |
| 2     | MTV Ingolstadt (Michael Neugebauer, Bruno Chirco, Michael Hess)         | 22.390          |
| 3     | LG Hammer Park Hamburg (Gerald Borchert, Torsten Bielert, Kai Zehender) | 21.231          |
| 4     | LC Paderborn II (Martin Otte, Michael Huth, Uwe Höring)                 | 21.112          |
| 5     | ASV Sankt Augustin (Hohaus, Schade, Euskirchen)                         | 20.548          |
| 6     | SCC Berlin (Oliver Dohm, Michael Freyer, Belkora)                       | 20.278          |

Datum: 19. / 20. Juli
fand in Hannover statt
nur 6 Mannschaften in der Wertung

### CrosslaufMittelstrecke –3,7 km
| Platz | Athlet, Verein                          | Zeit (min) |
| ----- | --------------------------------------- | ---------- |
| 1     | Volker Welzel (VfL Platte Heide Menden) | 11:15,2    |
| 2     | Miroslaw Kuziola (LG Frankfurt)         | 11:17,6    |
| 3     | Ernst Noack (VfL Waldkraiburg)          | 11:22,5    |
| 4     | Hubert Karl (TV Ochsenfurt)             | 11;24,4    |
| 5     | Uwe Becker (VfL Wolfsburg)              | 11:25,1    |
| 6     | Werner Römer (ESV Münster / Dieburg)    | 11:25,5    |
| 7     | Thomas Marx (ASV Köln)                  | 11:25,9    |
| 8     | Matthias Kohls (LG Bayer Leverkusen)    | 11:26,8    |

Datum: 1. März
fand in Lauterbach bei Buttenwiesen statt

### CrosslaufMittelstrecke –3,7 km, Mannschaftswertung
| Platz | Verein, Besetzung                                                        | Platzziffer |
| ----- | ------------------------------------------------------------------------ | ----------- |
| 1     | VfL Waldkraiburg (Ernst Noack, Andreas Pichler, Klaus Hammer)            | 040         |
| 2     | LG Bayer Leverkusen (Matthias Kohls, Ernst Ludwig, A. Müller)            | 051         |
| 3     | Stuttgarter Kickers (Kai Röcker, Rüdiger Grunwald, Jürgen Herzog)        | 064         |
| 4     | VfL Wolfsburg (Uwe Becker, Jens Becker, Wolfgang Schreiber)              | 070         |
| 5     | VfL Platte Heide Menden (Volker Welzel, Thomas Geise, Dirk Böhle)        | 085         |
| 6     | TV 1886 Offenbach (Werling, Eising, Eichberger)                          | 131         |
| 7     | ASC Darmstadt (Ralf Eckert, Daniel Gottschall, Eckhardt Grethlein)       | 132         |
| 8     | SV Salamander Kornwestheim (Jörg von Baumbach, Thomas Baumann, Schiebel) | 133         |

Datum: 1. März
fand in Lauterbach bei Buttenwiesen statt

### CrosslaufLangstrecke –10,3 km
| Platz | Athlet, Verein                      | Zeit (min) |
| ----- | ----------------------------------- | ---------- |
| 1     | Werner Grommisch (LAV Erdgas Essen) | 31:10,6    |
| 2     | Michael Scheytt (SKV Eglosheim)     | 31:25,0    |
| 3     | Hans-Jürgen Orthmann (VfL Wehbach)  | 31:31,5    |
| 4     | Herbert Stephan (Rot-Weiß Koblenz)  | 31:33,4    |
| 5     | Engelbert Franz (VfL Waldkraiburg)  | 31:35,4    |
| 6     | Ingo Sensburg (LG Süd Berlin)       | 31:47,9    |
| 7     | Michael Spöttel (VfL Waldkraiburg)  | 31:49,6    |
| 8     | Helmut Stenzel (OSC Hoechst)        | 31:57,3    |

Datum: 1. März
fand in Lauterbach bei Buttenwiesen statt

### CrosslaufLangstrecke –10,3 km, Mannschaftswertung
| Platz | Verein, Besetzung                                                          | Platzziffer |
| ----- | -------------------------------------------------------------------------- | ----------- |
| 1     | VfL Waldkraiburg I (Engelbert Franz, Michael Spöttel, Konrad Dobler)       | 022         |
| 2     | LG Frankfurt I (Jürgen Dächert, Hans Pfisterer, Hans-Joachim Hermann)      | 037         |
| 3     | SKV Eglosheim (Michael Scheytt, Wilhelm Gellert, Matthias Flindt)          | 082         |
| 4     | LG Frankfurt II (Dirk Bischoff, Wolfgang Münzel, Joachim Heim)             | 105         |
| 5     | VfL Waldkraiburg II (Christoph Herle, Gerhard Krippner, Bernhard Schlesag) | 109         |
| 6     | LG Göttingen (Dr. Wilhelm Gräber, H. von Gaza, Ulrich Parthier)            | 128         |
| 7     | PSV Grün-Weiß Kassel (Udo Engelbrecht, Thomas Hahn, Bannenberg)            | 136         |
| 8     | TG Viktoria Augsburg (Mayer, Klaus Löwenhagen, Rucht)                      | 149         |

Datum: 1. März
fand in Lauterbach bei Buttenwiesen statt

### Berglauf
| Platz | Athlet, Verein                     | Zeit (min) |
| ----- | ---------------------------------- | ---------- |
| 1     | Michael Scheytt (SKV Eglosheim)    | 41:27,5    |
| 2     | Charly Doll (LG Hohenfels)         | 42:00,1    |
| 3     | Christoph Herle (VfL Waldkraiburg) | 42:17,5    |
| 4     | Peter Zipfel (SV Kirchzarten)      | 42:42,9    |
| 5     | Wolfgang Münzel (LG Frankfurt)     | 42:48,2    |
| 6     | Siegfried Blum (TuS Gutach)        | 43:40,5    |
| 7     | Gebhard Rädler (TSV Oberstaufen)   | 43:48,1    |
| 8     | Georg Rauchenberger (LG Oberland)  | 44:14,4    |

Datum: 28. September
fand in Bergen (Chiemgau) im Rahmen des Hochfellnberglaufs statt

## Meisterschaftsresultate Frauen

### 100 m
| Platz | Athletin, Verein                         | Zeit (s) |
| ----- | ---------------------------------------- | -------- |
| 1     | Heidi-Elke Gaugel (VfL Sindelfingen)     | 11,56    |
| 2     | Resi März, geb. Fischer (MTV Ingolstadt) | 11,58    |
| 3     | Monika Hirsch (USC Mainz)                | 11,58    |
| 4     | Ulrike Sarvari (VfL Sindelfingen)        | 11,75    |
| 5     | Anke Köninger (VfL Sindelfingen)         | 11,75    |
| 6     | Bianca Betz (LG Bayer Leverkusen)        | 11,77    |
| 7     | Ulrike Mühlenbein (USC Mainz)            | 11,97    |
| 8     | Heike Leonhard (LG Andernach/Neuwied)    | 12,01    |

Datum: 11. Juli
Wind: +0,8 m/s

### 200 m
| Platz | Athletin, Verein                            | Zeit (s) |
| ----- | ------------------------------------------- | -------- |
| 1     | Heidi-Elke Gaugel (VfL Sindelfingen)        | 23,20    |
| 2     | Anke Köninger (VfL Sindelfingen)            | 23,55    |
| 3     | Resi März, geb. Fischer (MTV Ingolstadt)    | 23,55    |
| 4     | Silke-Beate Knoll (MTV Celle)               | 23,98    |
| 5     | Andrea Bersch (VfL Sindelfingen)            | 24,00    |
| 6     | Ulrike Sommer (LAC Quelle Fürth)            | 24,10    |
| 7     | Gabriela Schley (LG Wipperfürth)            | 24,31    |
| DNF   | Ute Thimm, geb. Finger (TV Wattenscheid 01) |          |

Datum: 13. Juli
Wind: +0,5 m/s

### 400 m
| Platz | Athletin, Verein                                 | Zeit (s) |
| ----- | ------------------------------------------------ | -------- |
| 1     | Gisela Kinzel, geb. Gottwald (SC Eintracht Hamm) | 51,56    |
| 2     | Gaby Bußmann (SC Eintracht Hamm)                 | 51,71    |
| 3     | Ute Thimm, geb. Finger (TV Wattenscheid 01)      | 52,27    |
| 4     | Helga Arendt (SC Eintracht Hamm)                 | 52,79    |
| 5     | Karin Lix (TV Gelnhausen)                        | 53,58    |
| 6     | Heike Schulte-Mattler (TV Voerde)                | 53,71    |
| 7     | Ute Lix (TV Gelnhausen)                          | 53,83    |
| 8     | Nicole Leistenschneider (MTG Mannheim)           | 53,83    |

Datum: 12. Juli

### 800 m
| Platz | Athletin, Verein                                 | Zeit (min) |
| ----- | ------------------------------------------------ | ---------- |
| 1     | Gaby Bußmann (SC Eintracht Hamm)                 | 2:02,11    |
| 2     | Brigitte Brückner (LAC Quelle Fürth)             | 2:03,23    |
| 3     | Gabriela Lesch (TSV Kirchhain)                   | 2:04,37    |
| 4     | Rita Marquardt (TSV Göggingen)                   | 2:04,82    |
| 5     | Margit Schultheiß (VT Zweibrücken)               | 2:04,83    |
| 6     | Margret Allmandinger, geb. Klier (VfB Stuttgart) | 2:05,89    |
| 7     | Birgit Klöpfel (TV Wattenscheid 01)              | 2:07,96    |
| 8     | Cornelia Bahls (LG Nord Berlin)                  | 2:12,44    |

Datum: 13. Juli

### 1500 m
| Platz | Athletin, Verein                            | Zeit (min) |
| ----- | ------------------------------------------- | ---------- |
| 1     | Brigitte Kraus (ASV Köln)                   | 4:13,39    |
| 2     | Vera Michallek, geb. Steiert (LG Frankfurt) | 4:14,81    |
| 3     | Birgit Schmidt (LC Paderborn)               | 4:15,75    |
| 4     | Claudia Borgschulze (SC Eintracht Hamm)     | 4:16,95    |
| 5     | Ines Deselaers (LG Bayer Leverkusen)        | 4:18,17    |
| 6     | Beatrix Neuhaus (Marathon-Club Menden)      | 4:18,28    |
| 7     | Heidrun Vetter (TSV Genkingen)              | 4:20,29    |
| 8     | Susanne Schlichtherle (VfL Waldkraiburg)    | 4:21,15    |

Datum: 12. Juli

### 3000 m
| Platz | Athletin, Verein                        | Zeit (min) |
| ----- | --------------------------------------- | ---------- |
| 1     | Brigitte Kraus (ASV Köln)               | 8:47,83    |
| 2     | Iris Biba (LAZ Hanau-Bruchköbel)        | 8:54,99    |
| 3     | Sabine Kunkel (VfL Wolfsburg)           | 9:03,77    |
| 4     | Claudia Borgschulze (SC Eintracht Hamm) | 9:04,58    |
| 5     | Christina Mai (LAV co oo Dortmund)      | 9:08,63    |
| 6     | Kerstin Preßler (LG Süd Berlin)         | 9:11,76    |
| 7     | Ulrike Beck (TV Konstanz)               | 9:19,59    |
| 8     | Sabine Knetsch (LG Bayer Leverkusen)    | 9:25,01    |

Datum: 13. Juli

### 10.000 m
| Platz | Athletin, Verein                                  | Zeit (min) |
| ----- | ------------------------------------------------- | ---------- |
| 1     | Kerstin Preßler (LG Süd Berlin)                   | 32:47,80   |
| 2     | Ellen Wessinghage, geb. Tittel (Rot-Weiß Koblenz) | 33:06,43   |
| 3     | Monika Schäfer (LAC Quelle Fürth)                 | 33:13,23   |
| 4     | Beate Weber (SWC Regensburg)                      | 34:12,49   |
| 5     | Marion Götte (TV Wattenscheid 01)                 | 34:17,43   |
| 6     | Astrid Schmidt (LAV Aschaffenburg)                | 34:23,56   |
| 7     | Eva-Maria Lehmann (SCC Berlin)                    | 34:37,37   |
| 8     | Gudrun Mrusek (ESV Münster)                       | 34:55,77   |

Datum: 11. Juli

### 25-km-Straßenlauf
| Platz | Athletin, Verein                          | Zeit (h) |
| ----- | ----------------------------------------- | -------- |
| 1     | Kerstin Preßler (LG Süd Berlin)           | 1:29:46  |
| 2     | Gabriela Wolf (LAV co op Dortmund)        | 1:30:52  |
| 3     | Christina Mai (LAV co op Dortmund)        | 1:31:08  |
| 4     | Olivia Grüner (LT Radolfzell)             | 1:31:48  |
| 5     | Bernadette Hudy (LAV co op Dortmund)      | 1:32:26  |
| 6     | Jutta Braun (TV Mannheim-Rheinau)         | 1:32:42  |
| 7     | Mathilde Binz, geb. Heuing (LG Bielefeld) | 1:35:00  |
| 8     | Sabine Menn (TV Niederschelden)           | 1:35:07  |

Datum: 20. September
fand in Bad Oldesloe statt

### 25-km-Straßenlauf, Mannschaftswertung
| Platz | Verein, Besetzung                                                  | Zeit (h) |
| ----- | ------------------------------------------------------------------ | -------- |
| 1     | LAV co op Dortmund (Gabriela Wolf, Christina Mai, Bernadette Hudy) | 4:34:26  |
| 2     | ESV Münster (Gudrun Mrusek, Gabriele Wehr, Regina Schiek)          | 5:09:42  |
| 3     | LG Seesen (Brigitte Jordan, Karola Weiglein, Heidi Kissling)       | 5:10:17  |

Datum: 20. September
fand in Bad Oldesloe statt
nur 3 Teams in der Wertung

### Marathon
| Platz | Athletin, Verein                            | Zeit (h) |
| ----- | ------------------------------------------- | -------- |
| 1     | Heidi Hutterer (TG Landshut)                | 2:36:44  |
| 2     | Gabriela Wolf (LAV co op Dortmund)          | 2:37:33  |
| 3     | Bernadette Hudy (LAV co op Dortmund)        | 2:47:10  |
| 4     | Inge Röhrnbacher (LG DJK Andernach-Neuwied) | 2:50:20  |
| 5     | Monika Besing (TSG Tübingen)                | 2:50:48  |
| 6     | Elfi Fischer (DJK Würzburg)                 | 2:50:50  |
| 7     | Dr. Daniela Walter (ESV Eintracht Hameln)   | 2:52:20  |
| 8     | Edeltraud Pohl (SF Ennepetal)               | 2:54:32  |

Datum: 20. April
fand in Stuttgart statt

### Marathon, Mannschaftswertung
| Platz | Verein, Besetzung                                                                | Zeit (h) |
| ----- | -------------------------------------------------------------------------------- | -------- |
| 1     | LAV co op Dortmund (Gabriela Wolf, Bernadette Hudy, Heide Schulte)               | 08:20:42 |
| 2     | LG Lage-Detmold (Brigitte Mühlisch, Annegret Hoppe-Schrahe, Annemarie Stiegmann) | 09:34:28 |
| 3     | ASV Horb (Gudrun Fordtner, Maria Hellstern, Ursula Martini)                      | 10:26:27 |

Datum: 20. April
fand in Stuttgart statt
nur 3 Mannschaften in der Wertung

### 100 m Hürden
| Platz | Athletin, Verein                    | Zeit (s) |
| ----- | ----------------------------------- | -------- |
| 1     | Edith Oker (LG Bayer Leverkusen)    | 13,28    |
| 2     | Claudia Reidick (MTG Mannheim)      | 13,36    |
| 3     | Birgit Dressel (USC Mainz)          | 13,38    |
| 4     | Angelika Kuhmann (LAC Quelle Fürth) | 13,43    |
| 5     | Heike Filsinger (MTV Ingolstadt)    | 13,47    |
| 6     | Gabi Lippe (TuS Lörrach-Stetten)    | 13,74    |
| 7     | Claudia Felser (OSC Thier Dortmund) | 13,94    |
| 8     | Heidi Schmidt (TSV Ansbach)         | 14,03    |

Datum: 12. Juli
Wind: +2,2 m/s

### 400 m Hürden
| Platz | Athletin, Verein                      | Zeit        |
| ----- | ------------------------------------- | ----------- |
| 1     | Gudrun Abt (TSV Genkingen)            | 0056,94 s00 |
| 2     | Beate Holzapfel (LG Bayer Leverkusen) | 0056,95 s00 |
| 3     | Simone Büngener (TV Wattenscheid 01)  | 0058,10 s00 |
| 4     | Sabine Zwiener (TSV Neckarsulm)       | 0058,57 s00 |
| 5     | Margit Grötzinger (SV Renningen)      | 0059,31 s00 |
| 6     | Birgit Wolf (SV Böblingen)            | 0059,58 s00 |
| 7     | Birgit Engel (TK Grevenbroich)        | 0059,82 s00 |
| 8     | Anke Moritz (ABC Ludwigshafen)        | 1:00,84 min |

Datum: 13. Juli

### 4 × 100 m Staffel
| Platz | Verein, Besetzung                                                                        | Zeit (s) |
| ----- | ---------------------------------------------------------------------------------------- | -------- |
| 1     | VfL Sindelfingen (Ulrike Sarvari, Anke Köninger, Andrea Bersch, Heidi-Elke Gaugel)       | 43,85    |
| 2     | USC Mainz (Annegret Schwarz, Ulrike Mühlenbein, Birgit Dressel, Monika Hirsch)           | 44,58    |
| 3     | SCC Berlin (Anna Buballa, Irena Knurr, Sabina Beblo, Sandra Seuser)                      | 44,95    |
| 4     | SC Eintracht Hamm (Drews, Gisela Kinzel – geb. Gottwald, Andrea Hannemann, Helga Arendt) | 45,11    |
| 5     | LG Bayer Leverkusen (Edith Oker, Sabine Többen, Bianca Betz, Sabine Pehl)                | 45,37    |
| 6     | LAV Bayer Uerdingen/Dormagen (Corinna Watschke, Ina Cordes, Britta Knickenberg, Blum)    | 45,47    |
| 7     | LAC Quelle Fürth (Gudrun Lattner, Anne Hager, Angelika Kuhmann, Carmelita Sewald)        | 46,11    |
| 8     | TSV Grafelfing (Ute Sautter, Kathrin Theissen, Petra Spindler, Geier)                    | 47,22    |

Datum: 12. Juli

### 4 × 400 m Staffel
| Platz | Verein, Besetzung                                                                     | Zeit (min) |
| ----- | ------------------------------------------------------------------------------------- | ---------- |
| 1     | LG Bayer Leverkusen (Sabine Drücke, Susanne Meiß, Elke Decker, Beate Holzapfel)       | 3:38,65    |
| 2     | SCC Berlin (Angela Wilhelm, Irena Knurr, Sandra Seuser, Sabina Beblo)                 | 3:39,84    |
| 3     | SuS Schalke 96 (Wiegmann, Koslowski, Steinrötter, Zimmek)                             | 3:41,22    |
| 4     | MTG Mannheim (Iris Künstner, Verena Schulte, Christine Wahl, Nicole Leistenschneider) | 3:42,79    |
| 5     | LAZ bellanett Rhede (Tdziaczek, Ulla Tüshaus, Angela Neirich, Hildegard Grütter)      | 3:44,45    |
| 6     | LG Wipperfürth (Berger, Gabriele Schley, Brigitta Nolte, Barbara Gähling)             | 3:45,55    |
| 7     | OSC Thier Dortmund (Birgit Bock, Rodekamp, Sarah Kuhlmann, Borchert)                  | 3:46,36    |
| 8     | LG Lage Detmold (Silke Gräser, Marion Kronsbein, Martina Strüßmann, Annette Pfitzner) | 3:48,98    |

Datum: 13. Juli

### 3 × 800 m Staffel
| Platz | Verein, Besetzung                                                                   | Zeit (min) |
| ----- | ----------------------------------------------------------------------------------- | ---------- |
| 1     | ASV Köln (Roswitha Gerdes, Sonja Kaufmann, Brigitte Kraus)                          | 6:23,79    |
| 2     | LG Bayer Leverkusen I (Sabine Weiß, Petra Kleinbrahm, Ines Deselaers)               | 6:25,14    |
| 3     | TSV Kirchhain (Edith Krause – geb. Maciossek, Jutta Nübel, Gabriela Lesch)          | 6:25,19    |
| 4     | Eintracht Frankfurt (Heike Bartels, Anette Rühl, Uta Eckhardt)                      | 6:27,22    |
| 5     | VfL Ockenhausen (Frieda Janhsen, Heike Huneke, Frieda Bens)                         | 6:27,90    |
| 6     | LAZ Hanau-Bruchköbel (Beate Kranke, Iris Biba, Anke Lipfert)                        | 6:32,45    |
| 7     | LG Bayer Leverkusen II (Ballewski, Schenk, Silvia Merten)                           | 6:33,77    |
| 8     | VfL Waldkraiburg (Monika Meiringer, Susanne Schlichtherle, Gabriele Allmannstötter) | 6:35,87    |

Datum: 27. Juli
fand in Krefeld im Rahmen der Deutschen Jugendmeisterschaften statt

### 5 km Gehen
| Platz | Athletin, Verein                           | Zeit (min) |
| ----- | ------------------------------------------ | ---------- |
| 1     | Renate Warz (LG Mainburg-Niederaichbach)   | 24:10      |
| 2     | Ingrid Adam (LAV Düsseldorf)               | 24:29      |
| 3     | Adelheid Zschieschang (LAV co op Dortmund) | 24:33      |
| 4     | Barbara Knäringer (TSG Esslingen)          | 24:45      |
| 5     | Martina Kemper (LAV co op Dortmund)        | 25:04      |
| 6     | Barbara Kollorz (LG Osnabrück)             | 25:06      |
| 7     | Ingrid Steiff (LAV co op Dortmund)         | 25:17      |
| 8     | Andrea Hummernick (LAZ Lahn-Aar-Diez)      | 25:19      |

Datum: 20. April

fand in Ichenhausen statt

### 5 km Gehen, Mannschaftswertung
| Platz | Verein, Besetzung                                                           | Zeit (h) |
| ----- | --------------------------------------------------------------------------- | -------- |
| 1     | LAV co op Dortmund I (Adelheid Zschieschang, Martina Kemper, Ingrid Steiff) | 1:14:54  |
| 2     | LG Mainburg-Niederaichbach (Renate Warz, Gabi Daffner, Judith Pfeiffer)     | 1:17:02  |
| 3     | TSG Esslingen (Barbara Knäringer, Dorothee Knäringer, Traude Knäringer)     | 1:20:50  |
| 4     | TV 1846 Groß-Gerau (Leni Demmel, Ellen Maus, Ullrich)                       | 1:21:15  |
| 5     | LAZ Lahn-Aar-Diez (Andrea Hummernick, Maschke, Kämptner)                    | 1:25:43  |
| 6     | LAV co op Dortmund II (Margot Jessat, Franz, Kemper)                        | 1:27:46  |
| 7     | Turnerbund Gaggenau (Julia Schnepf, Gerda Kruse, Rosita Trust)              | 1:29:08  |
| 8     | DJK Löwe Köln (Holtz, Pilzecker, Girards)                                   | 1:29:39  |

Datum: 20. April

fand in Ichenhausen statt

### Hochsprung
| Platz | Athletin, Verein                       | Höhe (m) |
| ----- | -------------------------------------- | -------- |
| 1     | Heike Redetzky (LG Bayer Leverkusen)   | 1,90     |
| 2     | Birgit Dressel (USC Mainz)             | 1,88     |
| 3     | Bettina Braag (LG Gevelsberg-Schwelrn) | 1,85     |
| 4     | Kerstin Sasse (LG Nordwest Hamburg)    | 1,82     |
| 5     | Margaret Weissenborn (TSG Heidelberg)  | 1,82     |
| 6     | Kirsten Peter (ASV Köln)               | 1,82     |
| 7     | Sabine Bramhoff (LC Paderborn)         | 1,82     |
| 8     | Ute Demming (ASV Köln)                 | 1,82     |

Datum: 13. Juli

### Weitsprung
| Platz | Athletin, Verein                                 | Weite (m) |
| ----- | ------------------------------------------------ | --------- |
| 1     | Monika Hirsch (USC Mainz)                        | 6,66      |
| 2     | Andrea Hannemann (SC Eintracht Hamm)             | 6,37      |
| 3     | Silke Harms (TSV Stelle)                         | 6,34      |
| 4     | Anna Buballa (SCC Berlin)                        | 6,32      |
| 5     | Stefanie Hühn (LG Nordwest Hamburg)              | 6,28      |
| 6     | Anette Helig (SCC Berlin)                        | 6,26      |
| 7     | Jasmin Feige, geb. Fischer (LG Bayer Leverkusen) | 6,24      |
| 8     | Anke Weigt (LG Bayer Leverkusen)                 | 6,24      |

Datum: 12. Juli

### Kugelstoßen
| Platz | Athletin, Verein                      | Weite (m) |
| ----- | ------------------------------------- | --------- |
| 1     | Claudia Losch (LAC Quelle Fürth)      | 20,92     |
| 2     | Iris Plotzitzka (LAC Quelle Fürth)    | 19,06     |
| 3     | Stephanie Storp (VfL Wolfsburg)       | 18,63     |
| 4     | Sabine Kruse (MTV Ingolstadt)         | 16,95     |
| 5     | Birgit Petsch (LG Bayer Leverkusen)   | 16,87     |
| 6     | Mechthild Schönleber (MTV Ingolstadt) | 16,63     |
| 7     | Veronika Czorny (LG Frankfurt)        | 15,74     |
| 8     | Heidi Schönhofen (LSG Bous/Saar)      | 15,24     |

Datum: 13. Juli

### Diskuswurf
| Platz | Athletin, Verein                      | Weite (m) |
| ----- | ------------------------------------- | --------- |
| 1     | Claudia Losch (LAC Quelle Fürth)      | 62,36     |
| 2     | Ursula Kreutel (Stuttgarter Kickers)  | 54,06     |
| 3     | Mechthild Schönleber (MTV Ingolstadt) | 53,86     |
| 4     | Andrea Röddecke (TK Hannover)         | 52,10     |
| 5     | Ingrid Belz (TSV Leinfelden)          | 50,52     |
| 6     | Birgit Petsch (LG Bayer Leverkusen)   | 49,38     |
| 7     | Sigrid Opper (LSC Bad Nauheim)        | 48,30     |
| 8     | Karola Kassik (LG Bayer Leverkusen)   | 47,78     |

Datum: 12. Juli

### Speerwurf
| Platz | Athletin, Verein                     | Weite (m) |
| ----- | ------------------------------------ | --------- |
| 1     | Beate Peters (TV Wattenscheid 01)    | 69,56 BR  |
| 2     | Ingrid Thyssen (LG Bayer Leverkusen) | 66,88000  |
| 3     | Manuela Alizadeh (SpVgg. Feuerbach)  | 60,26000  |
| 4     | Birgit Graune (LG Bayer Leverkusen)  | 59,24000  |
| 5     | Rita Knoll (MTV Ingolstadt)          | 55,44000  |
| 6     | Monika Bresler (LAC Quelle Fürth)    | 51,80000  |
| 7     | Eva Helmschmidt (VfB Stuttgart)      | 51,68000  |
| 8     | Constanze Zahn (LG Bayer Leverkusen) | 51,32000  |

Datum: 12. Juli
Mit ihrer Siegesweite von 69,56 m stellte Beate Peters einen neuen DLV-Rekord auf.

### Siebenkampf
| Platz | Athletin, Verein                       | Leistung (Pkte) |
| ----- | -------------------------------------- | --------------- |
| 1     | Birgit Dressel (USC Mainz)             | 6377            |
| 2     | Renate Pfeil (LG Bayer Leverkusen)     | 5914            |
| 3     | Andrea Breder (SV Saar 05 Saarbrücken) | 5780            |
| 4     | Christine Höss (SG Friedberg-Schwaben) | 5650            |
| 5     | Cornelia Heinrich (MTV Ingolstadt)     | 5638            |
| 6     | Cornelia Eckl (TSG Slitisa Schlitz)    | 5529            |
| 7     | Heidrun Wellhöfer (LAC Quelle Fürth)   | 5522            |
| 8     | Heide Zuber (TSV Güntersleben)         | 5481            |

Datum: 19. / 20. Juli
fand in Hannover statt

### Siebenkampf, Mannschaftswertung
| Platz | Verein, Besetzung                                                          | Leistung (Pkte) |
| ----- | -------------------------------------------------------------------------- | --------------- |
| 1     | MTV Ingolstadt (Birgit Clarius, Cornelia Heinrich, Sabine Schwarz)         | 17.053          |
| 2     | LG Bayer Leverkusen (Renate Pfeil, Antje Schmuck, Anke Straschewski)       | 16.398          |
| 3     | LG Nordwest Hamburg (Gabriele Scholz, Stefanie Hühn, Silke Nahler)         | 16.206          |
| 4     | LAC Quelle Fürth (Heidrun Wellhöfer, Angelika Kuhmann, Monika Krolkiewicz) | 15.719          |
| 5     | SuS Schalke 96 (Wiegmann, Kirsten Schallau, Gerhard)                       | 15.664          |
| 6     | LAV Bayer Uerdingen/Dormagen (Karin Wiesel, Schmiedicke, Brigitte Nowak)   | 15.360          |

Datum: 19. / 20. Juli
fand in Hannover statt
nur 6 Mannschaften in der Wertung

### CrosslaufMittelstrecke –2,3 km
| Platz | Athletin, Verein                            | Zeit (min) |
| ----- | ------------------------------------------- | ---------- |
| 1     | Elisabeth Franzis (SV Sonsbeck)             | 7:36,8     |
| 2     | Heidrun Vetter (TSV Genkingen)              | 7:39,3     |
| 3     | Sabine Kunkel (VfL Wolfsburg)               | 7:40,5     |
| 4     | Ulrike Beck (TV Konstanz)                   | 7:41,4     |
| 5     | Ursula Heldt (LG Seesen)                    | 7:49,2     |
| 6     | Iris Biba (LAZ Hanau-Bruchköbel)            | 7:55,4     |
| 7     | Claudia Borgschulze (SC Eintracht Hamm)     | 7:56,7     |
| 8     | Vera Michallek, geb. Steiert (LG Frankfurt) | 7:57,4     |

Datum: 1. März
fand in Lauterbach bei Buttenwiesen statt

### CrosslaufMittelstrecke –2,3 km, Mannschaftswertung
| Platz | Verein, Besetzung                                                       | Platzziffer |
| ----- | ----------------------------------------------------------------------- | ----------- |
| 1     | LG Bayer Leverkusen (Sabine Weiß, Vera Kemper, Ines Deselaers)          | 033         |
| 2     | LAZ Hanau-Bruchköbel (Iris Biba, Anke Lipfert, Maren Isigkeit)          | 041         |
| 3     | TV Konstanz (Ulrike Beck, Roßkopf, Petra Höfler)                        | 051         |
| 4     | DJK BSC Mainz (H. Schmidt, Deborah Braun, Barbara Rehmet)               | 083         |
| 5     | LG Seesen (Ursula Heldt, Brigitte Jordan, Heidi Kissling)               | 083         |
| 6     | VfL Waldkraiburg (Margit Namberger, Monika Meiringer, Catharina Lorenz) | 087         |
| 7     | TSV Göggingen (Rita Marquardt, Birgit Wiedenmann, Lilian Hadel)         | 088         |
| 8     | Polizei SV Wuppertal (Micaela Kamphöfner, Janine Bauer, Eva Oppermann)  | 102         |

Datum: 1. März
fand in Lauterbach bei Buttenwiesen statt

### CrosslaufLangstrecke –6,3 km
| Platz | Athletin, Verein                                                   | Zeit (min) |
| ----- | ------------------------------------------------------------------ | ---------- |
| 1     | Charlotte Teske, geb. Bernhard (ASC Darmstadt)                     | 21:25,8    |
| 2     | Susanne Riermeier (VfL Waldkraiburg)                               | 21:40,3    |
| 3     | Christina Mai (LAV co op Dortmund)                                 | 21:47,8    |
| 4     | Astrid Schmidt (LAV Aschaffenburg)                                 | 22:08,8    |
| 5     | Kerstin Preßler (LG Süd Berlin)                                    | 22:10,9    |
| 6     | Christa Vahlensieck, geb. Kofferschäger (Barmer TV 1846 Wuppertal) | 22:11,5    |
| 7     | Angelika Stephan (PSV Grün-Weiß Kassel)                            | 22:27,2    |
| 8     | Margret Bruckmann (LSG Saarbrücken Sulzbachtal)                    | 22:36,4    |

Datum: 1. März
fand in Lauterbach bei Buttenwiesen statt

### CrosslaufLangstrecke –6,3 km, Mannschaftswertung
| Platz | Verein, Besetzung                                                        | Platzziffer |
| ----- | ------------------------------------------------------------------------ | ----------- |
| 1     | LAV co op Dortmund (Christina Mai, Bernadette Hudy, Gabriela Wolf)       | 037         |
| 2     | LG Süd Berlin (Kerstin Preßler, Silvia Wilhelm, Susanne Müller)          | 042         |
| 3     | PSV Grün-Weiß Kassel (Angelika Stephan, Mira Sax, Britta Ringk)          | 057         |
| 4     | TV Wattenscheid 01 (Marion Götte, Pieper, Birgit Klöpfel)                | 075         |
| 5     | CVJM Siegen (Petra Birkner, Marion Schöler, Farnschläder)                | 087         |
| 6     | SCC Berlin (Lehmann, Gruber, Brandt)                                     | 089         |
| 7     | LSG Saarbrücken Sulzbachtal (Margret Bruckmann, Helga Braun, Engelhardt) | 097         |
| 8     | TG Viktoria Augsburg (Gisela Landherr, Moder-Frei, Häpp)                 | 112         |

Datum: 1. März
fand in Lauterbach bei Buttenwiesen statt

### Berglauf
| Platz | Athletin, Verein                           | Zeit (min) |
| ----- | ------------------------------------------ | ---------- |
| 1     | Olivia Grüner (LT Radolfzell)              | 49:22,8    |
| 2     | Christiane Fladt (TV Isny)                 | 51:30,1    |
| 3     | Paula Mangold (LAG Garmisch-Partenkirchen) | 54:26,6    |
| 4     | Vera Kemper (LG Bayer Leverkusen)          | 54:59,1    |
| 5     | Christa Achner (LG Oberland)               | 55:07,4    |
| 6     | Ursula Urban (LAG Garmisch-Partenkirchen)  | 55:16,9    |
| 7     | Renate Schmölz (TV Missen-Wilhams)         | 55:26,8    |
| 8     | Ursula Heiß (SC Miesbach)                  | 55:57,2    |

Datum: 28. September
fand in Bergen (Chiemgau) im Rahmen des Hochfellnberglaufs statt

## Video
- Deutsche Crossmeisterschaften in Lauterbach 1986, youtube.com, abgerufen am 22. April 2021